# Příchod noci
Příchod noci (v anglickém originále Nightfall) je vědeckofantastický román s apokalyptickou tematikou od dvojice amerických autorů Isaaca Asimova a Roberta Silverberga vydaný v roce 1990.
Jedná se o Asimovovu povídku „Soumrak“ (v angličtině pod stejným názvem „Nightfall“) z roku 1941, kterou Robert Silverberg rozšířil do románové podoby. Jak vyplývá z Asimovovy autobiografie, redaktor magazínu Astounding Science Fiction John Wood Campbell navrhl Asimovovi námět příběhu, když spolu probírali citát amerického duchovního, básníka a filosofa Ralpha Waldo Emersona:
„Kdyby hvězdy přicházely jedinou noc za tisíc let - jak by lidé věřili a uctívali a uchovávali po mnoho generací vzpomínky na město Boží!“ ("If the stars should appear one night in a thousand years, how would men believe and adore, and preserve for many generations the remembrance of the city of God which had been shown!") 
Campbellův názor byl zcela opačný: „Myslím, že by zešíleli.“
Isaac Asimov se námětu chopil a vznikla povídka „Soumrak“. Tu pak Robert Silverberg ve spolupráci s Asimovem rozšířil na román. Oba autoři v předmluvě uvádějí, že jde o příběh civilizace podobné lidské, a že kvůli lepší srozumitelnosti užívají v knize běžné termíny známé z našeho světa, jako např. jednotky času, vzdálenosti, počítače, atd. Jádrem příběhu má být chování lidí, kteří reagují na náročné situace, jež se velmi liší od těch, které se mohou přihodit na Zemi. Užívání vymyšlených výrazů např. pro jednotky času aj. by příběh zbytečně znepřehledňovalo.
V příběhu se objevuje hypotéza zvaná Thargolův meč , což je odkaz na logický princip zvaný Occamova břitva.
Česky knihu vydalo nakladatelství Laser-books, v letech 1993  a 2011.

## Námět
Na planetě Kalgaš není nikdy noc, protože ji osvětluje 6 sluncí. Jen jednou za 2049 let dochází na planetě k zatmění a civilizace upadne do barbarství. Hrozivé datum se blíží, do dalšího zatmění už zbývá jen několik měsíců.

## Obsah knihy
Celkem 44 kapitol knihy je rozděleno do 3 částí:
- Šírání (Twilight)
- Příchod tmy (Nightfall)
- Svítání (Daybreak)

## Postavy
- Altinol 111 – vůdce Požární hlídky, dříve předseda Morthainských loďařských závodů.
- Athor 77 – význačný astronom, autor Univerzální teorie gravitace, ředitel Observatoře Univerzity v Saro City.
- Balik 338 – stratigraf a meteorolog archeologické expedice na Sagikanu.
- Beenay 25 – mladý astronom na univerzitě v Saro.
- Cubello 54 – právník jonglorské Stoleté výstavy.
- Faro 24 – mladý student astronomie, přítel Yimota 70.
- Folimun 66 – pobočník církve Apoštolů plamene v Saro.
- Kelaritan 99 – ředitel Městského psychiatrického institutu v Jongloru.
- Mondior 71 – guru církve Apoštolů plamene.
- Mudrin 505 – paleograf univerzity v Saro.
- Raissta 717 – partnerka Beenaye 25.
- Sheerin 501 – psycholog z univerzity v Saro.
- Siferra 89 – vědkyně z Archeologického oddělení Univerzity v Saru, vedoucí expedice na poloostrově Sagikan.
- Theremon 762 – novinář, přítel Beenaye 25.
- Thilanda 191 – astronomka observatoře v Saro City, její specializací je astrofotografie.
- Yimot 70 – mladý student astronomie, přítel Fara 24.

## Děj

### Šírání (Twilight)
Vědci z univerzity v Saro se pokouší rozluštit několik záhad. V Jongloru na severním kontinentu se místní městská rada rozhodla zprovoznit Tunel záhad na Stoleté výstavě. Návštěvníci zde absolvují cca 15-minutovou jízdu v absolutní tmě, je to velmi adrenalinová záležitost. Ovšem několik lidí zemřelo z následků šoku a několik jich zaplatilo za jízdu svým duševním zdravím. Teprve poté byla atrakce uzavřena a k posudku byl povolán psycholog ze Saro City – doktor Sheerin 501. I on absolvuje jízdu tunelem a zjistí, že je to pro psychiku velmi nebezpečná záležitost, doporučuje Tunel záhad uzavřít.
Na suchém poloostrově Sagikan mezitím archeoložka Siferra 89 se svým týmem odhaluje poklady starověkého sídla Beklimot. Po prudké písečné bouři se na výpravu usměje štěstí, opodál je učiněn převratný objev – několik sídlišť na sobě, které vždy podlehly zkáze a byly vypáleny. Starověcí obyvatelé se vždy pokusili vybudovat nové sídliště – se stejným výsledkem, padlo za oběť ohni. Teprve poté byl vybudován Beklimot. Záhadu mají osvětlit mj. nalezené tabulky s archaickým textem.
Astronom Beenay 25 provedl rutinní výpočet pro dráhu planety podle všeobecně uznávané univerzální teorie gravitace objevené Athorem 77. Použil k tomu nový moderní počítač Univerzity, přesto výsledek není takový, jaký by měl být. Konzultuje jej se samotným Athorem, zdá se, že dráhu Kalgaše ovlivňuje ještě nějaký neznámý element.
Na planetě se rozmáhá církev Apoštolů plamene, kteří hlásají, že za 14 měsíců nastane konec známé civilizace, neboť se planety zmocní Tma. O církev se zajímá Beenayův přítel novinář Theremon 762, jenž si zažádá o setkání s církevním guru Mondiorem 71. Nakonec se sejde s jeho pobočníkem Folimunem 66. Přestože církevním tezím nevěří, Folimun na něj zapůsobil.
Výzkumy pokračují, pomocí uhlíkové metody se přijde na to, že jednotlivé vrstvy – sídla byly spáleny po přibližně 2050 letech, to potvrzuje i astronomická teorie předpokládající satelit (vědci si jej pracovně pojmenují Kalgaš 2), jenž způsobí na určitou dobu zatmění na části planety Kalgaš. Zjištěná fakta se shodují s učením Apoštolů plamene. Skupina vědců v čele s Athorem 77 církev kontaktuje, aby si mohli ověřit své teze. Nechtějí ale příliš posílit vliv náboženské organizace tím, že podpoří jejich tvrzení (a následné tendence k reorganizaci společnosti dle jejich hledisek), hodlají se držet racionality. Bude potřeba připravit se na možný zánik, zachovat mnohé z dosavadního vědění. Církev disponuje starými texty a záznamy z dob před poslední katastrofou.

### Příchod tmy (Nightfall)
Děj se přesunul do data, kdy má dojít k zatmění, do jehož nástupu zbývá několik hodin. Všechna slunce již zapadla, na obloze zůstal jen vzdálený červený trpaslík Dovim. Jeho světlo je krvavé.
Přes varování vědců a Apoštolů plamene nebere mnoho lidí událost zcela vážně, zejména díky iniciativě novináře Theremona 762, který situaci záměrně zlehčuje ve svých sloupcích. Vykresluje vědeckou skupinu kolem profesora Athora 77 jako zaslepenou svými spornými objevy. Theremon totiž nevěří v nadcházející zkázu, navíc mu vadí jistá spolupráce vědců s náboženskou organizací. I přes jejich antipatie je účasten v Observatoři při pozorování zatmění.
Ti, kteří varování nebrali na lehkou váhu, vybudovali Svatyně – podzemní osvětlené místnosti, kde se může shromáždit určité množství lidí. Zde hodlají přečkat zatmění. Vědci očekávají příští události v Observatoři. Pronikne do ní i sekretář Apoštolů plamene Folimun 66 se svým požadavkem, či spíše ultimátem. Církev hodlá mít jediný vliv v postapokalyptické době a vědecké důkazy, snímky zatmění a další materiály mohou ohrozit její výklad. Folimun 66 žádá zničení všech důkazů výměnou za spásu. Hrozí, že se k Observatoři seběhne dav šílených lidí vedených církevními představiteli a vydrancuje ji. Athor 77 jeho požadavky odmítá.
Zatmění přichází a každý ze zúčastněných bojuje s nepoznaným, každý čelí hrůze, strachu a nejistotě. Theremon 762 nyní vidí, že se ve své skepsi ohledně ohrožení civilizace mýlil. Beenay 25 vyřkne poněkud divokou (na poměry světa Kalgaše), přesto odvážnou hypotézu o hvězdách. Když je zatmění úplné a na tmavé obloze se objeví hvězdy, psychický nápor na jednotlivé osoby graduje. Vypadává elektrický proud a tím pádem i osvětlení. Svícení předem připravenými loučemi je jen slabou náhražkou. Záložní generátor vyrábí proud pouze pro astronomické přístroje. Z města se sbíhá rozběsněný dav a dobývá se dovnitř. Vrata observatoře povolují…

### Svítání (Daybreak)
Pro všechny obyvatele je zatmění těžkým šokem. Přesně jak předpovídal Sheerin 501, událost zcela rozvrátí psychiku lidí a s ní i jejich civilizaci. Lidé začínají zapalovat vše, co je při ruce, aby se ochránili před tmou. Začíná drancování a vypalování, po ulicích se potácí duševně narušení jedinci, svět se propadl do anarchie. Vzájemný boj o zdroje, vraždy a násilí nutí každého příčetnějšího jedince k obezřetnosti. Jednotliví členové astronomické skupiny se probíjejí zpočátku každý sám za sebe. Siferra 89 se stane členkou Požární hlídky – domobrany, která zabraňuje dalšímu zakládání ohňů. Podaří se jí zachránit Theremona 762 před lynčováním. Společně odchází na jih do Amganda, kde se údajně shromažďují zbytky vědců a lidí v opozici proti Apoštolům plamene. Sheerin 501 se tam snaží také dostat, ale cestou je zabit. Stejně tak i Yimot 70. Beenay 25 se shledá se svou přítelkyní Raisstou 717 a také míří po dálnici na jih. Na dálnici se formují jednotlivé oddíly domobrany, které si rozdělují hlavní silniční tah na své sféry vlivu. Jako hranice používají zátarasy z vraků automobilů.
Theremon 762 a Siferra 89 se na dálnici shledají s Beenayem 25. Ten jim prozradí, že Apoštolové se hodlají probít přes dálnici až do Amganda, aby převzali kontrolu nad celou republikou. Pobízí je, aby provincii varovali. Dvojice se ihned vydává pěšky na cestu dlouhou několik set kilometrů. Z jednoho mostu vidí, že Apoštolové využili volnější silnici druhé třídy k přesunu nákladními automobily. Theremon 762 vymyslí plán, jak se zmocnit automobilu, ale ten je neúspěšný, Theremon je zajat. Sifeře 89 se podaří utéct. Když se rozhodne po čase zkusit dokončit plán svého přítele, je dopadena taktéž, ke svému vlastnímu překvapení Theremonem 762. Myslí si, že zradil nejen ji, ale především ideu o vybudování nové civilizace.
Theremon nyní podává své argumenty. Hovořil s Folimunem 66 a ten mu potvrdil, že žádný Mondior 71 není, byla to jen smyšlená postava, resp. mediální zástěrka. Církev vybudovala Svatyně se zásobami, kde se mnoho lidí ukrylo. Proto je nyní velmi akceschopná. Folimun 66 teď nabízí spolupráci i vědcům. Společným zájmem je obnova fungující společnosti. Theremon vysvětluje Sifeře, že víra je jediným způsobem pro masy pološílených lidí, jak je dostat pod nějakou organizaci – je to základ k budování něčeho nového. A pokud budou chtít v budoucnu náboženství změnit, musí se na něm podílet a zapracovávat do něj své vědecké závěry. Tohle je cesta, která za několik generací může přivést lidstvo zpět k racionálnímu uvažování, ale teď to není možné. Siferra 89 se těmito argumenty nechá přesvědčit.
„Znám druh lidí, jako je on a jsem si úplně jistý, že s lidmi jako je on bych si moc dlouho nerozuměl. A také vím, že krátkodobě může být něco takového jako je Požární hlídka nezbytností, ale z dlouhodobého hlediska jsou špatné a jakmile se jednou etablují a institucionalizují, je velmi těžké se jich zbavit.“

## Prostředí
Děj se odehrává na planetě Kalgaš, která je umístěna do složitého hvězdného systému o 6 sluncích: Onos, Dovim, Trey, Patra, Tano a Sitha. Tyto hvězdy osvětlují planetu stálým světlem, absolutní tmu lidé neznají. Ostatní hvězdy vesmíru nejsou z planety viditelné. Ani astronomové nemají o jejich existenci ponětí. Samotné slovo „hvězdy“ sice existuje v archaickém jazyce, ale lidé přesně nevědí, co znamená – bývá však spojováno s legendami, podle kterých mají hvězdy něco společného s ohněm, který jednou za 2049 let spálí civilizaci.
- Onos (žlutý trpaslík – obdoba Slunce) je hlavní hvězdou a leží ve vzdálenosti 10 světelných minut od planety (vzdálenost Země od Slunce je 8 světelných minut).
- Dovim – červený trpaslík.
- Trey a Patra – binární hvězdný systém, popsán jako bílý.
- Tano a Sitha – binární hvězdný systém, popsán jako modrý.

Na planetě Kalgaš je popsáno několik měst. Na nejsevernějším kontinentu leží město Jonglor, kde se koná Stoletá výstava, při jejíž příležitosti zde byla otevřena nebezpečná atrakce Tunel záhad (jedná se o přibližně 15-minutovou jízdu tmou).
Jinde na planetě se nachází provincie Saro s městem Saro City s významnou univerzitou a observatoří. Další observatoř (Říšská) se nachází v Kanipilitiniuku. Univerzita je i v Kitru. Kromě provincie Saro je zmíněna ještě provincie Nibro.
Na velmi suchém poloostrově Sagikan se nachází archeologické vykopávky starodávného sídla Beklimot. Expedice vedená archeoložkou Siferrou 89 zde odhalí ještě několik starších sídlišť na kopci Thombo.

## Česká vydání
- Příchod noci, Laser, 1993, překlad Luboš Makarský, 296 stran, vázaná, náklad 10 000, ISBN 80-85601-41-9
- Příchod noci, Laser-books, 2011 (edice Mistrovská díla science fiction č. 33), překlad Luboš Makarský, 408 stran, brožovaná, ISBN 978-80-7193-330-4